# Björn Jopek
Björn Jopek (* 24. August 1993 in Berlin) ist ein deutscher früherer Fußballspieler.

## Sportliche Laufbahn
Der gebürtige Berliner Jopek kam im Alter von sieben Jahren zum 1. FC Union Berlin und durchlief zunächst sämtliche Nachwuchsabteilungen. Bereits sein Vater Bernd war im Trikot der Eisernen aktiv gewesen. Im Oktober 2011 kam der Linksfüßer erstmals in Unions zweiter Mannschaft zum Einsatz, ehe er sich im Sommer 2012 für den Zweitliga-Kader der Berliner empfehlen konnte und am 12. August 2012 bei einer Partie gegen Eintracht Braunschweig sein erstes Spiel im Profifußball absolvierte. Am 4. Oktober 2012 unterschrieb er einen bis 2015 datierten Vertrag. In seiner ersten Saison kam der 19-Jährige bereits auf 25 Einsätze und drei Tore. Am letzten Spieltag erlitt er einen Kreuzbandriss und fiel für die folgenden acht Monate aus. Trotz 23 Einsätzen in der Zweitligasaison 2014/15 endete sein Engagement in Köpenick im Sommer 2015.
In den folgenden vier Spielzeiten wagte Jopek stets einen Neuanfang: 2015 bei Arminia Bielefeld, 2016 beim Chemnitzer FC, 2017 bei den Würzburger Kickers und 2018 beim Halleschen FC. In Halle blieb er zwei Jahre, um nach vereinsloser Zeit sowie dem Aufstieg des Clubs in einer abgebrochenen Saison in der Spielzeit 2021/22 mit dem FC Viktoria 1889 Berlin wieder in der 3. Liga anzutreten.
Im Sommer 2022 wechselte er von der Hauptstadt an den Bieberer Berg. Den bei Kickers Offenbach unterschriebenen Vertrag begründete er mit dem Wunsch für einen „Traditionsverein“ auflaufen zu wollen. Mit den Hessen gewann er 2024 den Landespokal und kehrte anschließend nach Berlin zurück, wo er sich dem Oberligisten Eintracht Mahlsdorf anschloss. Mit den Mahlsdorfern scheiterte er in der Saison 2024/25 knapp am Aufstieg in die Regionalliga und zog ins Landespokalfinale ein, in dem sie sich dem BFC Dynamo geschlagen geben mussten. Anschließend beendete er seine Spielerkarriere.

## Erfolge
- Sieger im Landespokal Sachsen: 2017
- Sieger im Landespokal Sachsen-Anhalt: 2019
- Sieger im Landespokal Berlin: 2022
- Sieger im Landespokal Hessen: 2024